# ژوزف تولوزان
ژوزف دزیره تولوزان (به فرانسوی: Joseph Désiré Tholozan) (۱۸۲۰-۱۸۹۷ میلادی) پزشک و همه‌گیرشناس فرانسوی که مدت ۳۰ سال به عنوان پزشک مخصوص ناصرالدین شاه در ایران خدمت کرد 

## سرگذشت
دکتر تولوزان در سال ۱۸۲۰ در دیگو گارسیا موریس از پدر و مادر فرانسوی به دنیا آمد. پس از پایان دوره ابتدائی، در مدرسه پزشکی مارسی مشغول فراگیری پزشکی شد و در سال ۱۸۴۳ در پاریس از پایان‌نامه پزشکی خود دفاع کرد. وی سپس وارد خدمت ارتش شد و با درجه سرگردی و به عنوان پزشک ارتشی در جنگ کریمه شرکت کرد. در سال ۱۸۵۸ در سن ۳۸ سالگی بنا به درخواست فرخ خان غفاری، سفیر اعزامی ایران در فرانسه، و با موافقت ناپلئون سوم، عازم ایران گردید و به مدت بیش از ۳۰ سال پزشک مخصوص ناصرالدین شاه بود.

## فعالیت علمی

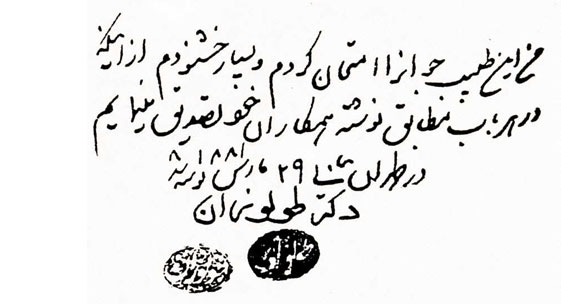
دستخط و نقش مهر دکتر تولوزان در اجازه و تایید طبابت و کارآزمودگی یکی از شاگردانش.

تولوزان درجات علمی را به سرعت طی کرد و در بین سالهای ۱۸۴۷ تا ۱۸۹۲ بیش از ۵۰ مقاله و کتاب در رابطه با بیماری‌های عفونی و همه‌گیرشناسی منتشر نمود. وی مقاله‌هایی در رابطه با علائم بیماری طاعون منتشر کرد، این درحالی بود که عامل بیماری بعد از یک قرن توسط مارسل بالتازارد کشف گردید. تولوزان یکی از پیشگامان شناخت بیماری تب راجعه بود و مطالعات و مقالاتی در ارتباط با انواع این بیماری و کنه منتقل‌کننده آن منتشر کرده بود. مطالعات او باعث شد که یک نوع از این کنه به نام اورنیتودوروس تولوزانی نامیده شود. وی در ایران علاوه بر خدمت در دربار ایران، اقدام به تأسیس مجلس حافظ‌الصحه نمود که بعدها به وزارت بهداری تغیر نام یافت. همچنین یکی از اقدامات مهم وی راه‌اندازی مدرسه طب و آموزش پزشکان در دارالفنون بود.

## پایان کار
در سال ۱۸۸۸ تولوزان تصمیم گرفت بازنشسته شود و سفیر ایران در پاریس از وزارت خارجه فرانسه درخواست جایگزین نمود. وزارت خارجه یوهانس فوریه را معرفی کرد ولی پس از مدتی تولوزان به تهران باز گشت و تا آخر عمر در دربار فعال بود. ژوزف تولوزان در سال ۱۸۹۷ در تهران در سن ۷۷ سالگی درگذشت و در گورستان دولاب تهران دفن گردید.

## آثار فارسی
تولوزان بیش از ۵۰ اثر چاپی باقی گذاشته است. از آثار فارسی میتوان به موارد زیر اشاره نمود:
- زبدةالحکمه ناصری، در رابطه با خواص گنه گنه چاپ سنگی  (یک داروی تب بر) ۱۲۸۰ قمری تهران.
- بدایع الحکمه، در مورد صداهای قلب و ریه چاپ ۱۲۸۷ قمری تهران.
- پیشگیری و معالجه طاعون، به خط نستعلیق نصرالله تفرشی ۱۲۹۴ تهران.
- قانون نظم قشون، چاپ ۱۲۷۷.
- رساله طب عمومی ۱۲۹۳.